# Karl-Magnus Fredriksson
Karl-Magnus Teodor Fredriksson, född 6 februari 1968 i Stockholm, är en svensk operasångare (baryton). Han är även verksam som konsertsångare och sångpedagog samt som bildkonstnär och skulptör.

## Biografi
Han gick vid Adolf Fredriks musikklasser, och började redan då att framträda på Operan i unga år, då Adolf Fredriks Gosskör var knuten till Operan, genom dess kormästare Jan-Åke Hillerud. Fredriksson är sedan utbildad vid bland annat musiklinjen på Södra Latin och sedan Operahögskolan i Stockholm, där han hade Erik Saedén som lärare. Han har även studerat för Dietrich Fischer-Dieskau.
Han är sedan 1998 anställd på Kungliga Operan där han gjort ett stort antal huvudroller, men har även framträtt på ett flertal andra scener runtom i världen. Han har även gjort ett 30-tal skivinspelningar som soloartist. Under våren 2015 producerade han en ny romansskiva. Han sjöng en av huvudrollerna i Daniel Börtz nyskrivna opera Medea, som hade premiär på Kungliga Operan den 23 januari 2016.
Fredriksson har framträtt med dirigenter som Sir Colin Davis, Sir Andrew Davis, Sir John Eliot Gardiner, Frans Brüggen, Alan Gilbert, Jesús López-Cobos, Sakari Oramo, Herbert Blomstedt, Leif Segerstam, Pier Giorgio Morandi, Andrew Manze och Lawrence Renes tillsammans med flera av världens förnämsta orkestrar. Han besöker regelbundet olika länder i Europa med opera- och romanskonserter, orkestersånger och sakrala verk.
Fredriksson har ofta framträtt i TV och radio där han, förutom i traditionella musikprogram, medverkat i nyinspelningar av nutida musik och tidigare oinspelat material. Han arbetar ständigt med att framföra och sprida romanssången runt om i världen. Gärna genom att blanda nordiska romanser, tyska lieder, visor, franska, italienska, engelska sånger och sakral repertoar i sina konserter. Egna kompositioner och arrangemang för sång, piano och instrumentalensemble och personliga talade poetiska reflektioner är ett led i hans vilja att nå nya uttrycksformer och åhörare med sin mångfacetterade sångkonst.
Fredriksson är sedan 2012 ledamot av Kungliga Musikaliska Akademien.
År 2005 tilldelades han O'Neill-stipendiet och år 2013 Litteris et Artibus.
År 2018 tilldelades han Gunn Wållgren-stipendiet med motiveringen: 

När ordet sammansmälter med tonen, när den musikaliska frasen fylls med det själsliga uttrycket, när klangen har myriader av schatteringar och skönheten i dess innersta kärna berör lyssnaren på djupet, när den vokala tekniken blir ett otvunget redskap som endast har till uppgift att bära dessa övriga komponenter utan åthävor fram till mottagaren, då talar vi om en konstnär som är beredd att trotsa alla tyngdlagar och alla motstånd.

## Priser och utmärkelser
- 1993 – Solistpriset
- 2000 – Birgit Nilsson-stipendiet
- 2004 – Hovsångare[4]
- 2012 – Ledamot av Kungliga Musikaliska Akademien[5]
- 2013 – Litteris et Artibus[6]
- 2018 - Jussi Björlingstipendiet[7]
- 2018 - Gunn Wållgren-stipendiet[8]
- 2019 – Lunds Studentsångförenings solistpris[9]

## Diskografi
- Stenhammar, Serenad, Florez och Blanzeflor, Ithaca, Prelude and Bourree. Gävle symfoniorkester. Dirigent Hannu Koivula. Naxos.
- Bach, Matteuspassionen. Karl-Magnus Fredriksson, Eric Ericson (dirigent), Monica Groop (mezzosopran), Drottningholms Barockensemble, med flera. Proprius.
- Alfvén, Hugo, Cantatas. Sterling.
- Nielsen, Symfoni nr 2 och 3. Kungliga Filharmoniska Orkestern. Dirigent Gennadij Rozjdestvenskij. Chandos.
- Lehár, Die lustige Witwe. Sir John Eliot Gardiner, dirigent Wiener Tschuschenkapelle, Die Wiener Philharmoniker och Cheryl Studer. DG.
- Lidholm, Choral Works. Dirigent Eric Ericson. BIS.

## Scen

### Roller (urval)
- 1999 – Nardo i Kärlek på flykt av Wolfgang Amadeus Mozart och Raniero da Calzabigi, regi Benny Fredriksson, Vasateatern[10]